# Luka Bratec
Luka Bratec, slovenski hokejist na travi, * 16. oktober 1978, Ljubljana.
Luka Bratec je slovenski hokejist na travi, ki je največje uspehe dosegal z matičnim klubom UHK Svoboda. V karieri je igral tudi za DŠR Murska Sobota in HK Pliva Lipovci. Kot posojen igralec, pa tudi za HK Triglav Predanovci in HK Moravske Toplice. Bil je tudi član reprezentance Slovenije.

## Igralska kariera
S hokejem na travi se je začel ukvarjati v ranem otroštvu v HK Svoboda Ljubljana. Za člansko ekipo je prvič zaigral v sezoni 1993/1994, pri še ne dopolnjenih petnajstih letih. Na začetku je veliko menjal igralna mesta, se za nekaj časa ustalil v obrambi na mestu levega branilca, vendar se je nato preselil na pozicijo zadnjega veznega igralca, kjer je igral večino kariere. Leta 1997 je kot posojen igralec, zaigral za ekipo HK Triglav Predanovci na evropskem klubskem pokalnem prvenstvu skupine C na Dunaju. Istega leta se je prebil tudi v državno reprezentanco Slovenije, za katero je prvič zaigral proti Madžarski (1:3) na Panonskem pokalu v Zagrebu.
Z UHK Svobodo je leta 1998 na evropskem klubskem dvoranskem prvenstvu skupine C v Beogradu osvojil bronasto medaljo, kar je bila za slovenske klube prva medalja na evropski ravni tekmovanja. Leta 1999 je s klubom osvojil tretji zaporedni naslov dvoranskega državnega prvaka, sam pa bil proglašen za najboljšega igralca prvenstva. Najboljši strelec in igralec dvoranskega prvenstva je bil nato še v letu 2001.
V letu 2000 je kot posojen igralec, na evropskem klubskem pokalnem prvenstvu skupine C na Dunaju, zaigral za HK Moravske Toplice in pripomogel k osvojitvi bronaste medalje, prve za slovenske klube na prostem. Leta 2002 je najprej osvojil naslov dvoranskega prvaka, nato pa še svoj prvi in edini naslov državnega prvaka v hokeju na travi. Leta 2002 je nastopil tudi na kvalifikacijah za evropsko prvenstvo v poljskem Poznanju. V letu 2003 je osvojil še svojo tretjo evropsko bronasto medaljo in sicer z reprezentanco v dvoranskem hokeju na evropskem prvenstvu skupine C v italijanski Brescii, kjer je dosegel tudi tri zadetke.
Po razpadu UHK Svoboda konec leta 2003 je prestopil k DŠR Murska Sobota in z njimi v letu 2007 osvojil srebrno medaljo na dvoranskem prvenstvu ter po tem prvenstvu zaključil kariero. V letu 2009, je nato sprejel izziv in se za dvoransko prvenstvo priključil HK Pliva Lipovci ter z njimi osvojil svoj peti naslov državnega dvoranskega prvaka. Z ekipo je uspešno nastopil, tudi na svojem petem evropskem dvoranskem klubskem prvenstvu, tokrat skupine Challenge I, v francoskem Cambraju in osvojil četrto mesto. Po tem prvenstvu se je dokončno igralsko upokojil.
Za reprezentanco Slovenije v hokeju na travi je v obdobju med letoma 1997 in 2003 odigral sedemnajst tekem in leta 2002 na prijateljski tekmi v Zagrebu, ob porazu z 2:5 proti Hrvaški, dosegel svoj edini reprezentančni zadetek.